# Sicut dudum
Sicut dudum (Catala: Tal com fa temps) és una butlla papal promulgada pel papa Eugeni IV a Florència el 13 de gener de 1435, que prohibia l'esclavitud dels indígenes locals de les Illes Canàries que s’havien convertit o es convertien al cristianisme. Sicut dudum havia de reforçar Creator Omnium, publicat l'any anterior, condemnant les incursions d'esclavistes portuguesos a les Illes Canàries.

## Antecedents

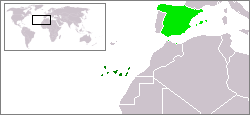
Localització de les Illes Canàries

El cristianisme havia guanyat molts conversos a les Illes Canàries a principis de la dècada de 1430. La propietat de les terres havia estat objecte de controvèrsia entre Portugal i el Regne de Castella. La manca de control efectiu havia provocat incursions periòdiques a les illes per adquirir esclaus. Actuant sobre una queixa de Fernando Calvetos, bisbe de les illes, Papa Eugeni IV va emetre una butlla papal, Creator omnium , el 17 de desembre 1434 que anul·la el permís concedit a Portugal anterior a la conquesta de les illes, encara paganes. Eugenio va excomunicar a qualsevol que esclavitzés els cristians acabats de convertir, la pena per mantenir-se fins que els captius restablissin la seva llibertat i possessions.

## Sicut dudum
Les incursions d'esclavistes van continuar a les illes durant 1435 i Eugenio va emetre un altre edicte (Sicut dudum) que afirmava la prohibició de l'esclavitud, i va ordenar, sota pena d'excomunió, que tots aquests esclaus fossin alliberats immediatament:
Ordenem i ordenem a tots i cadascun dels fidels de cada sexe, en el termini de quinze dies després de la publicació d'aquestes cartes al lloc on viuen, que restitueixin la seva llibertat anterior a totes i a totes les persones de qualsevol sexe que van ser una vegada. residents d'aquelles Illes Canàries i fets captius des del moment de la seva captura i que han estat sotmesos a l'esclavitud. Aquestes persones han de ser totalment i perpètuament lliures i han de deixar-se anar sense l'exacció ni la recepció de diners.
Eugene va continuar dient que: " Si això no es fa quan han passat els quinze dies, incorren en la sentència d'excomunió per l'acte mateix, de la qual no poden ser absolts, excepte en el moment de la mort, fins i tot per la Santa Seu, o per qualsevol bisbe espanyol, o per l'esmentat Ferran, tret que primer hagin donat llibertat a aquestes persones captives i hagin restaurat els seus béns " . La referència específica als bisbes espanyols i al bisbe Ferran de San Marcial del Rubicón a Lanzarote suggereix que els portuguesos no van ser els únics que van participar en incursions d'esclaus a les Canàries.
Joel S. Panzer considera Sicut dudum com una condemna significativa de l'esclavitud, emesa seixanta anys abans que els europeus fundessin el Nou Món.
Eugeni va temperar Sicut dudum amb una altra butlla (15 de setembre de 1436) a causa de les queixes del rei Duarte de Portugal, que van permetre als portuguesos conquerir qualsevol part no reconvertida de les Illes Canàries. El rei va suggerir que Portugal fos autoritzat a evangelitzar i civilitzar les illes, ja que és improbable que altres persones menys reputades facin cas del pontífex. La feblesa política va obligar el papat renaixentista a adoptar una posició inquietant i incontestable quan se li va sol·licitar privilegis a favor d'aquestes empreses. Sense una marina pròpia per vigilar les illes, el Papa va optar a favor dels portuguesos com el menor de dos mals.
El 1476, el papa Sixt IV va reiterar les preocupacions expressades a Sicut dudum en la seva butlla papal, Regimini gregis, en què amenaçava amb excomunicar a tots els capitans o pirates que esclavitzessin els cristians. 